# Gebersberg
Der Gebersberg liegt zwischen dem Müllnerberg, von dem er nur durch einen Taleinschnitt getrennt ist, und der Staatsstraße 2101. Er bildet damit den östlichen Abschluss des Bad Reichenhaller Talkessels. Der bekannteste Gipfel ist mit 970 m der Kranzlstein, nach dem der Berg in der Regel nur genannt wird (bairisch Kranzlstoa). Der Gebirgstrachtenerhaltungsverein (GTEV) Kranzlstoana Karlstein e. V. hat seinen Namen von diesem Gipfel. 
Der Aufstieg kann direkt vom Thumsee, vom Nesselgraben oder vom Paul-Gruber-Haus erfolgen. Der Weg ist stellenweise nicht beschildert und erfordert Trittsicherheit, Schwindelfreiheit und Ortskunde. Der Gipfel bietet einen freien Blick auf den Reichenhaller Talkessel und den Thumsee. 

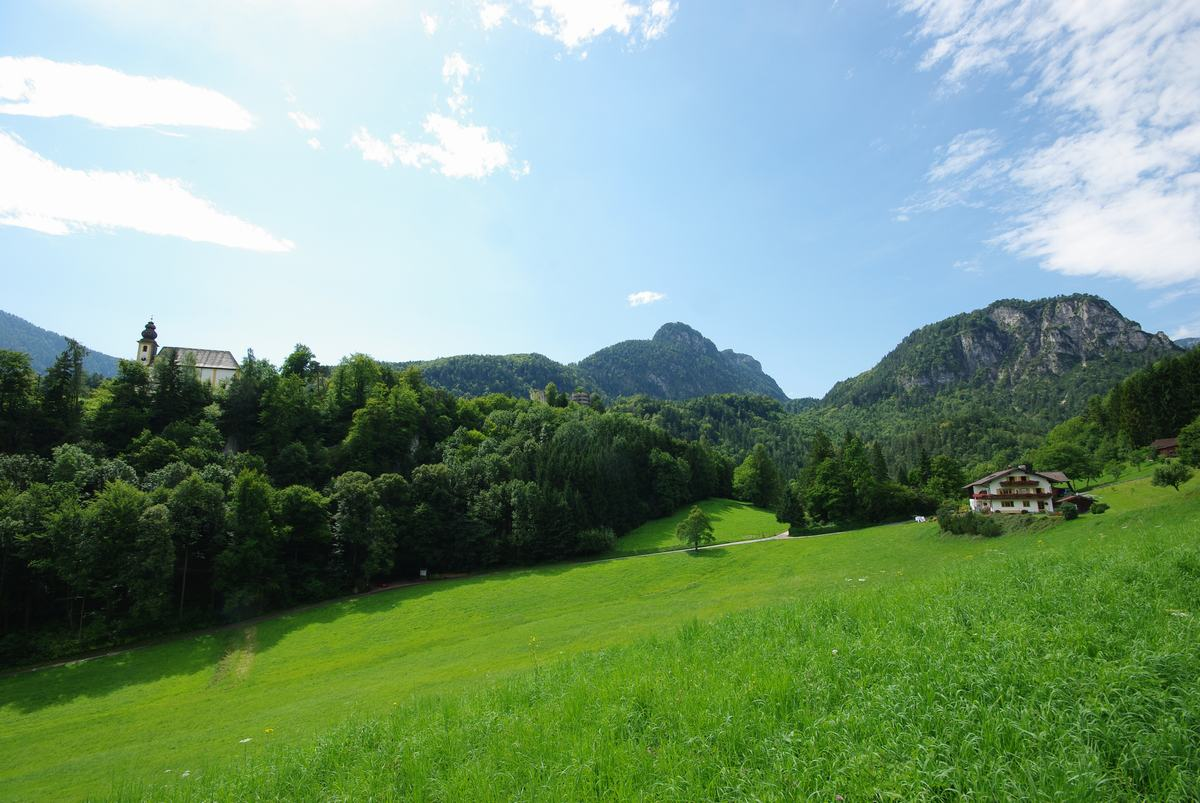
Blick vom Sieben-Palfen-Weg. Links die Kirche St. Pankraz, in der Mitte das Müllnerhorn, Rechts der Gebersberg